# Обертраублінг
Обертраублінг (нім. Obertraubling) — громада в Німеччині, розташована в землі Баварія. Підпорядковується адміністративному округу Верхній Пфальц. Входить до складу району Регенсбург.
Площа — 24,82 км2. Населення становить 8470 ос. (станом на 31 грудня 2020).